# 21915 Lavins
21915 Lavins è un asteroide della fascia principale. Scoperto nel 1999, presenta un'orbita caratterizzata da un semiasse maggiore pari a 2,5249336 UA e da un'eccentricità di 0,1191444, inclinata di 4,39278° rispetto all'eclittica.